# Hang Time (album)
Hang Time is het debuutalbum van de Amerikaanse rockband Soul Asylum voor A&M Records. Het grootste gedeelte van de inhoud op de plaat is bij elkaar geschreven door David Pirner, maar gitarist Dan Murphy schreef "Cartoon", het nummer van deze plaat dat als single werd gebruikt.

## Nummers
1. Down on Up to Me – 2:46
2. Little Too Clean – 3:15
3. Sometime to Return – 3:28
4. Cartoon – 3:52
5. Beggars and Choosers – 2:57
6. Endless Farewell – 3:21
7. Standing in the Doorway – 3:06
8. Marionette – 3:24
9. Ode – 2:18
10. Jack of All Trades – 2:53
11. Twiddly Dee – 3:00
12. Heavy Rotation – 3:54
13. Put the Bone In – 3:34 (bonus)